# Tetsuji Murakami
 (novembre 2017).
Si vous disposez d'ouvrages ou d'articles de référence ou si vous connaissez des sites web de qualité traitant du thème abordé ici, merci de compléter l'article en donnant les références utiles à sa vérifiabilité et en les liant à la section « Notes et références ».
Tetsuji Murakami est un karatéka japonais et l'un des fondateurs du karaté français.

## Biographie
Tetsuji Murakami est né le 31 mars 1927 à Shizuoka (Japon). Enfant, il pratique la nage, la course à pied et le sumo. À l'école, il préfère le kendo au judo et atteint le grade de 2e dan. À 19 ans, il entre au dojo de karaté shotokan de Masaji Yamaguchi, l'un des premiers élèves de Gichin Funakoshi. Il obtient son 1er dan après trois années de pratique intense. Il apprend également l'aïkido à Shizuoka au Yoseikan sous la houlette de Minoru Mochizuki, ainsi qu'un peu de iai. Répondant à l'appel d'Henry Plée par l'intermédiaire de Jim Alcheik qui était alors élève au Yoseikan, Tetsuji Murakami se rend en France le 3 novembre 1957 où il est l'un des premiers instructeurs de karaté à s'installer. Il est alors 3e dan. Il enseigne sous contrat pendant un an au dojo de la Montagne Sainte-Geneviève. À la suite de ce contrat, il décide de rester à Paris. À partir de 1959 il donne de nombreux stages de karaté dans divers pays d'Europe et d'Afrique du Nord. D'abord pratiquant et enseignant le shotokan, il se tourne ensuite vers le shotokai après avoir rencontré Shigeru Egami au cours d'un voyage au Japon en 1968. En 1969, il crée l'association Murakami-kaï. Il est ensuite délégué du shotokai en Europe. En 1986, il fonde l'association Shotokai-France. Il décède le 24 janvier 1987 à Paris.
En 2017, l'Association Niyonkaï édite un livre-coffret "Katas de Maître Tetsuji Murakami" qui permet d'honorer le travail du Maître et son parcours, et ce, par la rédaction de deux livrets - le premier contient une coutre biographie martiale illustrée, des éléments pour comprendre son Karaté-Do et son enseignement du Karaté ; le second est un livret explicatif sur les Katas (pour chacun des 16 Katas du style Shotokaï, il donne des indications sur le rythme, l'esprit, la technique... tels qu'ils étaient enseignés par le Maître - et la production de 17 dépliants des Katas (2 pour Kanku) représentent l'exécution en photographie de chacun des Katas par Maître Murakami lui-même.